# Municipio de Santa Lucía

Mapa del municipio de Santa Lucía.

El Municipio de Santa Lucía es uno de los municipios del departamento de Canelones, Uruguay. Tiene como sede la ciudad homónima.

## Ubicación
El municipio se encuentra localizado en la zona noroeste del departamento de Canelones, entre el río Santa Lucía y el arroyo Canelón Grande. Limita al norte con el departamento de Florida, al noreste con el municipio de San Ramón, al este con el de San Antonio, al sur con los municipios de Canelones y Aguas Corrientes, y al oeste con el departamento de San José.

## Características
El municipio fue creado por ley 18.653 del 15 de marzo de 2010, y forma parte del departamento de Canelones. Su territorio comprende a los distritos electorales CBA, CBB y CBC de ese departamento. 
Se trata de una zona cuyas principales actividades económicas son la lechería y la hortofruticultura.
Según la intendencia de Canelones, el municipio cuenta con una población de 18.346 habitantes, representando el 3.8% de la población total del departamento.
Su superficie es de 253 km².
Forman parte del municipio las siguientes localidades:
- Santa Lucía
- Paso de Pache

## Autoridades
Las autoridades del municipio son el alcalde y cuatro concejales.
Alcaldes según período:
| Nº | Alcalde           | Partido          | Inicio del mandato      | Fin del mandato         | Observaciones     | Concejales |
| -- | ----------------- | ---------------- | ----------------------- | ----------------------- | ----------------- | --- |
| 1  | Raúl Estramil     | Frente Amplio FA | 2010                    | julio de 2015           | Alcalde elegido   | |
| 2  | Raúl Estramil     | Frente Amplio FA | julio de 2015           | 26 de noviembre de 2020 | Alcalde reelegido | Eugenia Perdomo (FA) Ángel Medina P. (FA) Hugo Rodríguez (PN) Nybia Uria (PN)                                          |
| 3  | Leonardo A. Mollo | Frente Amplio FA | 27 de noviembre de 2020 | julio de 2025           | Alcalde elegido   | Marlene Argañarás (FA) Juan Ángel Medina (FA) Edgard Núñez (sustituido por Melissa Boulang) (PN) Fabian Rodríguez (PN) |